# Hospiz auf dem Grossen St. Bernhard

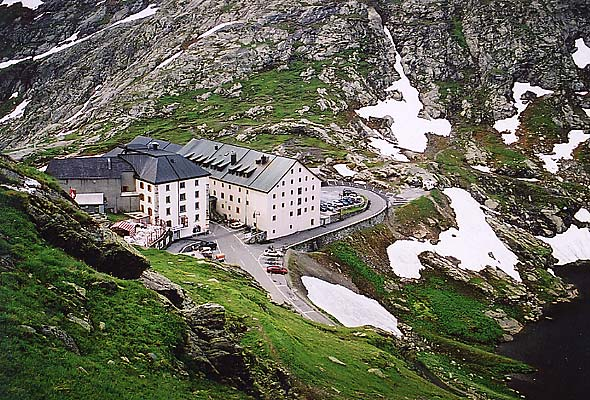
Das Hospiz von oben

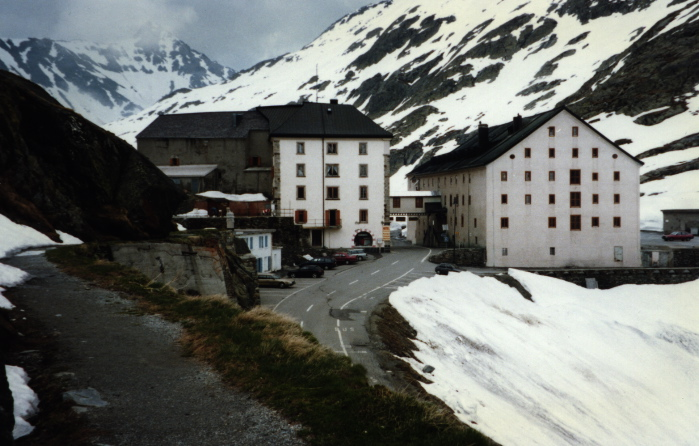
Zufahrt zum Hospiz

Das Hospiz auf dem Grossen St. Bernhard ist ein im Hochmittelalter gegründetes Hospiz der Augustiner-Chorherren auf dem Alpenpass Grosser St. Bernhard (lateinisch Canonici Regulares Congregationis Sancti Bernardi, Ordenskürzel CRB). Es befindet sich im schweizerischen Kanton Wallis am Ende des Val d’Entremont nur etwa zwei- bis dreihundert Meter von der italienischen Grenze entfernt.
Es gehört zum schweizerischen Bistum Sitten sowie zur politischen Gemeinde Bourg-Saint-Pierre und ist nach Bernhard von Aosta benannt, der auch dem Pass seinen Namen gibt. Er soll das Hospiz um 1050 zusammen mit der Königin Ermengarde, der Gattin Rudolfs III. von Burgund, gegründet haben.
Hier wurde die Hunderasse Bernhardiner als Rettungshunde für die Suche nach Lawinenopfern gezüchtet und vor allem durch Barry, der über 40 Menschen das Leben gerettet haben soll, weltweit bekannt gemacht.

## Geschichte

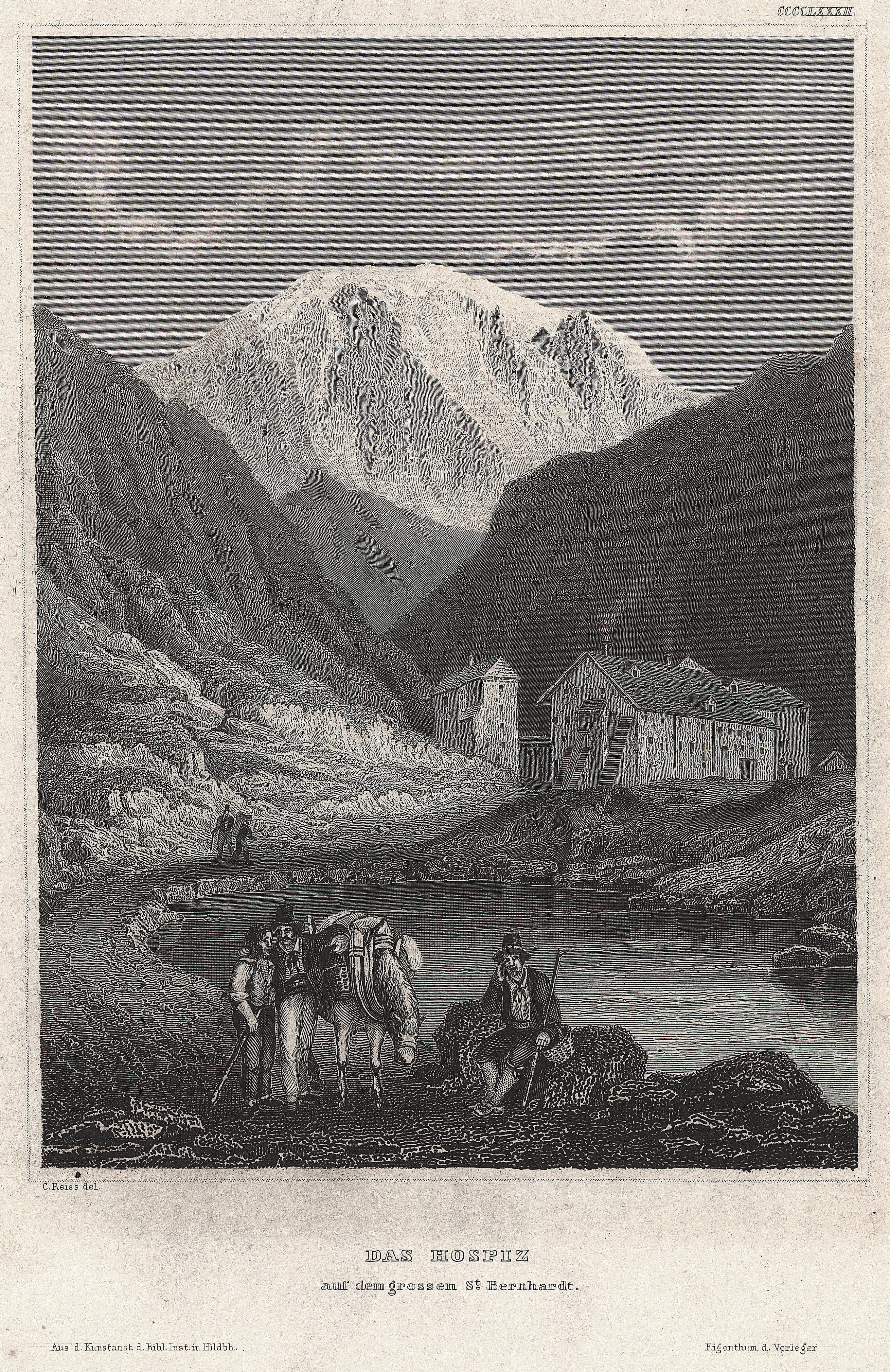
Das Hospiz in den 1840er Jahren

Der Pass selbst war schon seit römischer Zeit einer der wichtigsten Alpenübergänge der Penninischen Alpen. Zahlreiche Münzfunde aus dieser Zeit zeugen von der Bedeutung der Römerstrasse. Bereits während der Eisenzeit wurden hier Götter verehrt. Zunächst war für den Gott Penn eine Opferstelle errichtet worden, später errichteten die Römer, welche die Strasse wesentlich verbessert hatten, hier einen Jupiter geweihten Tempel. Der Platz, an dem dieser Tempel stand, heisst noch heute Plan de Jupiter und der Pass hiess auch Mons Jovis, das später Mont-Joux wurde.
Gegründet wurde das Hospiz von Bernhard von Aosta (auch Bernhard von Mont-Joux oder Bernhard von Menthon) zusammen mit Königin Irmingard von Burgund, um gegen die Sarazenen und gegen Banditen vorzugehen, die die Reisenden an diesem wichtigen Alpenübergang bedrohten und regelmässig die wertvolle Ware plünderten. Über die erste Zeit des Hospizes gibt es keine gesicherten Angaben, vermutet wird, dass die Herberge zuerst von Laien geführt wurde. Spätestens Mitte des 12. Jahrhunderts wurden diese durch Kleriker unter der Führung eines Propsts abgelöst. Das Hospiz der Augustiner-Chorherren ist 1125 erstmals bezeugt. Damals soll hier eine dem Heiligen Nikolaus von Myra geweihte Kirche eingeweiht worden sein. Dazu gehörte schon damals ein Wohnhaus und ein Hospital (daher Hospiz). Nachdem Bernhard 1123 vom Bischof von Novara zum Heiligen erklärt worden war, wurde das Patrozinium des Hospizes im Jahr 1149 auf Bernhard ausgeweitet. Neben dem Stundengebet war für die Chorherren immer die Gastfreundschaft zentral. Ihr Haus stand jedem offen, der über den Pass zog, ungeachtet seiner gesellschaftlichen Stellung und seiner Absichten. Sowohl Schmuggler als auch Zöllner fanden Aufnahme, ein Dach über dem Kopf und etwas zu essen.
Die Besitztümer der Kongregation reichten von England bis Sizilien, darunter fanden sich besonders viele Häuser an bedeutenden Fernstrassen jener Zeit. 1177 waren es 78 Hospize, Häuser, Priorate und Kirchen, im Jahr 1286 bereits 86. Viele dieser Besitzungen waren den Chorherren von bedeutenden Adligen in der Absicht, ihre Macht diesseits oder jenseits der Alpen zu festigen, geschenkt worden. Besonders hervor taten sich in dieser Hinsicht die Kaiser Friedrich I., genannt Barbarossa (1122–1190) und Heinrich VI. (1165–1197), der König Heinrich I. von England (1068–1135) sowie die Grafen und Herzöge von Savoyen.
Das Generalkapitel der Kongregation, das 1149/1159 erstmals erwähnt wird, sandte Prokuratoren zur Kontrolle und Aufsicht in die Besitztümer, um die geistliche und weltliche Einheit zu kontrollieren. Mehrmals war die Existenz des Hospizes durch disziplinarischen und wirtschaftlichen Zerfall bedroht gewesen. Namentlich werden die Bemühungen besonders auch Jean d’Arces (1370–1454), Propst auf dem Grossen St. Bernhard und später Kardinal, sowie Juan de Cervantes, ebenfalls Kardinal, zugeschrieben.

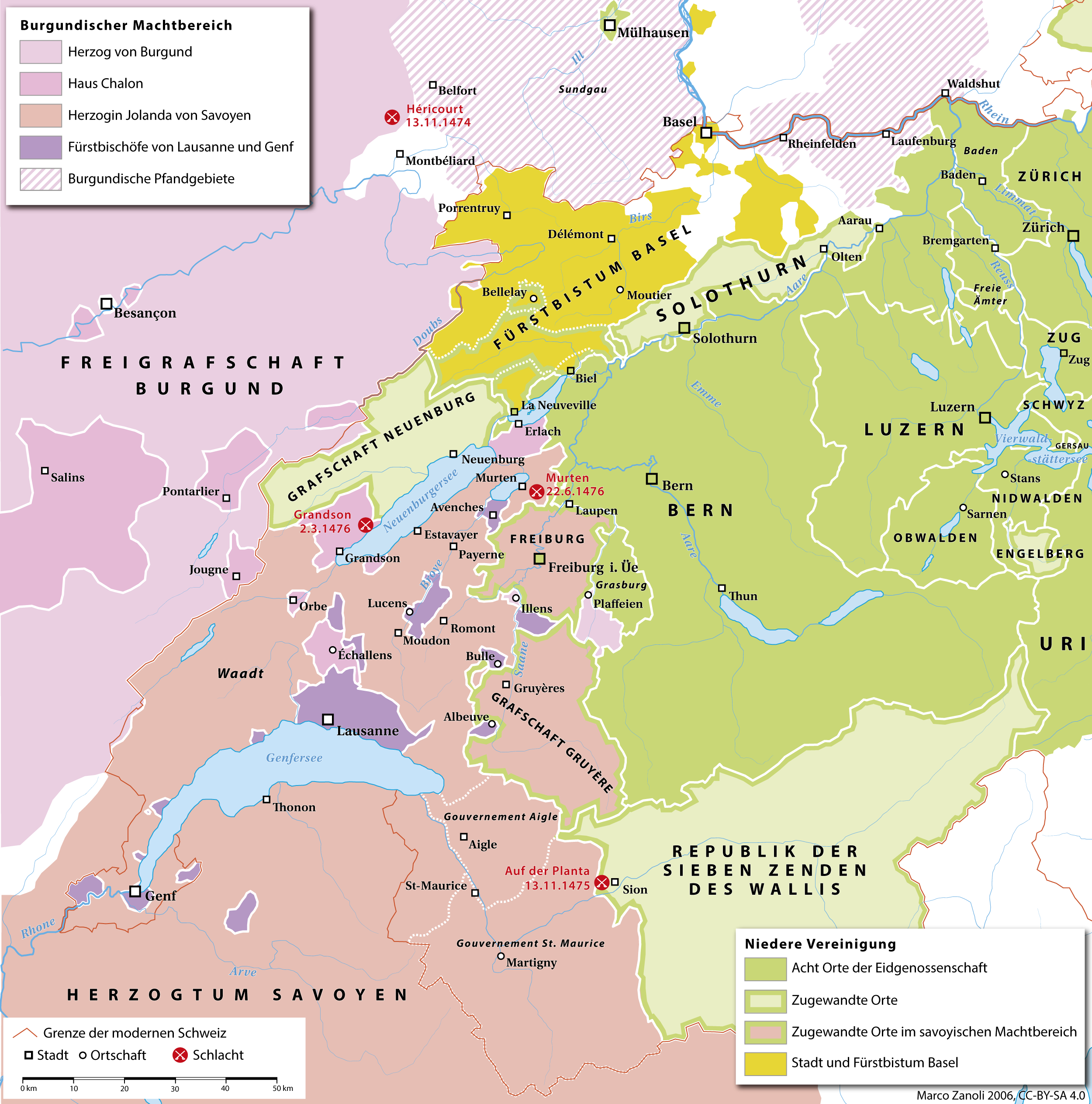
Die politische Karte der Westschweiz zur Zeit der Burgunderkriege. (Das Hospiz ist nicht eingetragen und befindet sich unterhalb von Martigny, dem eingezeichneten Flusslauf der Dranse d’Entremont bis zur Quelle am unteren Bildrand folgend)

Das Haus Savoyen, dem das Kloster grosse Teile seines Besitzes in der Genferseeregion verdankte, konnte dadurch massgeblich mitbestimmen, wer zum Propst der Kongregation aufstieg. Dieser Einfluss war für die Chorherren zunächst von Vorteil, wurde aber zur Belastung, als das Hospiz Mitte des 15. Jahrhunderts in einen langjährigen weltlich-kirchlichen Konflikt um das Recht der Propstwahl hineingezogen wurde. Papst Nikolaus V. hatte 1451 dem Hause Savoyen ein Mitspracherecht bei der Einsetzung von höheren Klerikern gegeben, als Gegenleistung dafür, dass Felix V. (1383–1451) von Savoyen als Gegenpapst resignierte. Die Walliser versuchten von nun an, die Vorherrschaft über das politisch wichtige Hospiz zu erlangen. Im Laufe der Burgunderkriege (1474–1477) wurde dieser Konflikt verschärft, da sich die Walliser Zehnden den Eidgenossen, die Savoyer aber den Burgundern zugewandt hatten. Mit dem Sieg der Eidgenossen in den Kriegen wurde die Herrschaft der Zehnden am Hospiz nicht mehr in Frage gestellt.
1752 teilte Papst Benedikt XIV. die Propstei in einen Walliser und einen savoyischen Teil. Der savoyische Teil wurde säkularisiert und dem Ritterorden der hl. Mauritius und Lazarus zugeteilt.

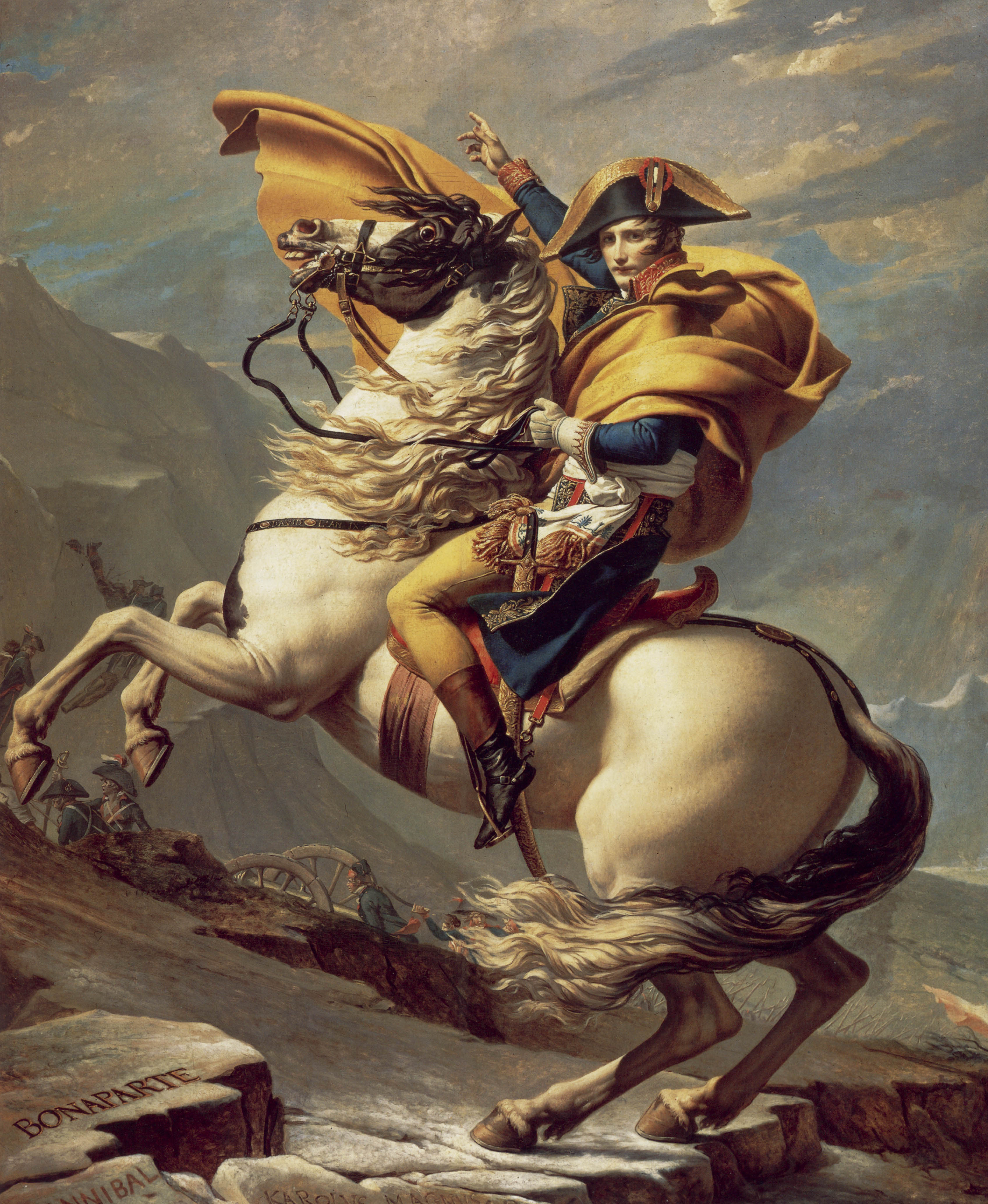
Napoleon Bonaparte überschreitet den Grossen St. Bernhard von Jacques-Louis David

1801 übertrug Napoleon den Chorherren auch die Leitung des Hospizes auf dem Simplonpass. Die notwendige Infrastruktur wurde dort 1831–1835 fertiggestellt. Beim Sonderbundskrieg ging die Sache für die Chorherren nicht so glimpflich aus: Grosse Teile ihres Besitzes wurden 1848 vom Kanton Wallis säkularisiert, die Entschädigung dafür hatte mehr symbolischen Charakter.
1892 bis 1923 betrieben die Chorherren im Ort Ecône im Wallis eine landwirtschaftliche Schule. Diese wurde dann 1951 in Saint-Martin-de-Corléans bei Aosta wiedereröffnet. Die Schule nennt sich seit 1982 Institut Agricole Régional und bezeugt neben dem ehemaligen Kollegium Champittet in Pully (bis 1998) die pädagogischen Bestrebungen der Chorherren. Der Propst, der die Konföderation leitet, hat seit 1762 das Privileg der Pontifikalien. Im Jahr 2004 zählte die Konföderation 51 Mitglieder und neun Priorate im Wallis, im Aostatal und in Taiwan.
Als 1905 die Passstrasse über den St. Bernhard fertiggestellt wurde, brachte sie dem Hospiz viele neue Besucher. Trotzdem wurden bis 1940 noch alle Gäste kostenlos bewirtet. Leider wurde diese Gastfreundschaft soweit ausgenutzt, dass der Orden fast in den wirtschaftlichen Ruin getrieben wurde. Heute ist für den Verbleib im Gasthaus der Chorherren ein Obolus zu entrichten. Noch immer gilt hingegen die Regel, dass die Gastfreundschaft im Haupthaus nur in Anspruch nehmen darf, wer den Pass aus eigener Kraft erreicht hat – für Besucher im Auto steht ein zweites, deutlich grösseres Haus zur Verfügung.
1933 begannen die Augustiner-Chorherren zusammen mit dem Pariser Missionsseminar im chinesischen Yunnan mit dem Aufbau eines Klosters, mussten sich aber 1952 unter dem Druck der Kommunisten nach Taiwan zurückziehen.
Das 1476 gegründete Ossuarium Morgue des Hospizes auf dem Grossen St. Bernhard wurde 1950 zugemauert.

## Holzgewinnung
Graf Thomas von Savoyen bot am 24. März 1189 dem Hospiz des Grand Saint-Bernard das für das Hospiz benötigte Holz (Heizung und Bauholz) an. Die Domherren organisierten den Transport mit Pferden von den Holzschlagstellen nach Le Clou im Val Ferret, wo das Holz zum Trocknen gelagert wurde. Von Le Clou ging es weiter über den Saumpass Fenêtre de Ferret ⊙ 2695 m auf heutiges italienisches Gebiet und danach weiter bis zum Hospiz. Seit 1736 wurde das Holz aus dem Val Ferret über den Col du Bastillon ⊙ 2754 m und den Col des Chevaux ⊙ 2720 m zum Hospiz transportiert, ohne dabei schweizerisches Gebiet zu verlassen. Der Weg zwischen den beiden Gebirgsübergängen wird deshalb als „Chemin des Chevaux“ bezeichnet. Das Hospiz besass diese Waldrechte im Val Ferret bis ins Jahr 1890.

## Jardins du Valais

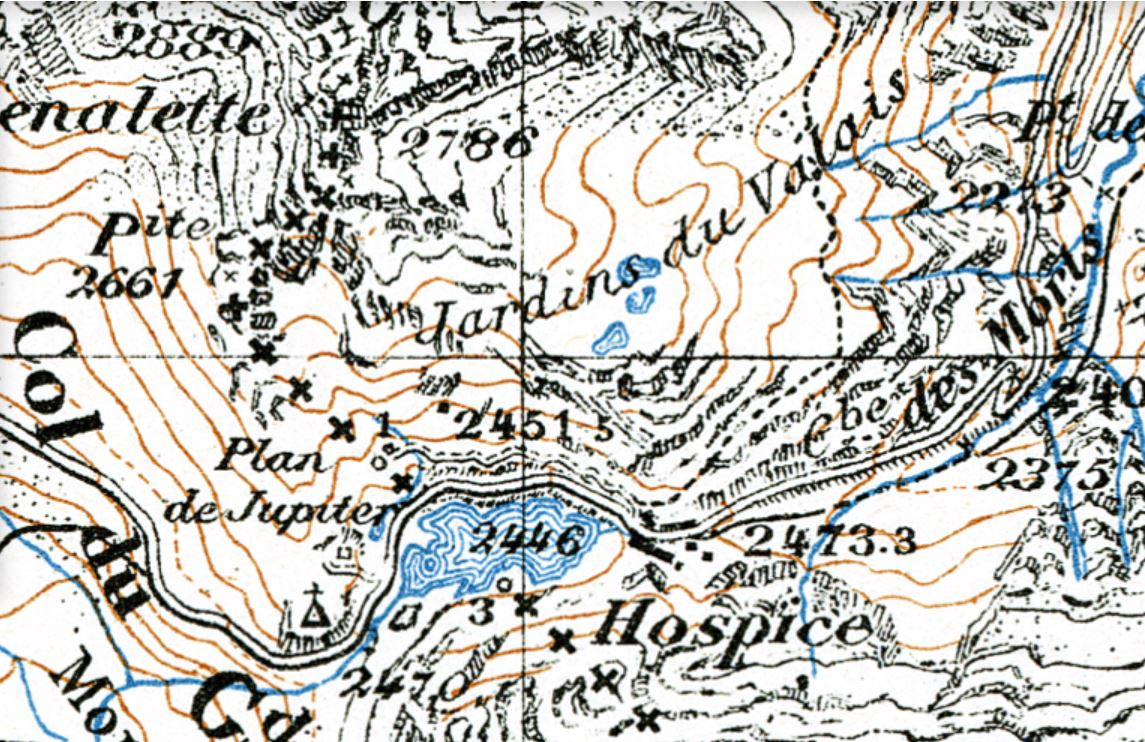
Jardins du Valais

Das im Topografischen Atlas der Schweiz als «Jardins du Valais» bezeichnete Gebiet war ein botanischer Alpengarten der Chorherren des Grossen St. Bernhard, dessen letzte Spuren noch nördlich des Hospizes in der Nähe der kleinen Seen auf 2610 m zu finden sind.

## Bernhardinerhunde

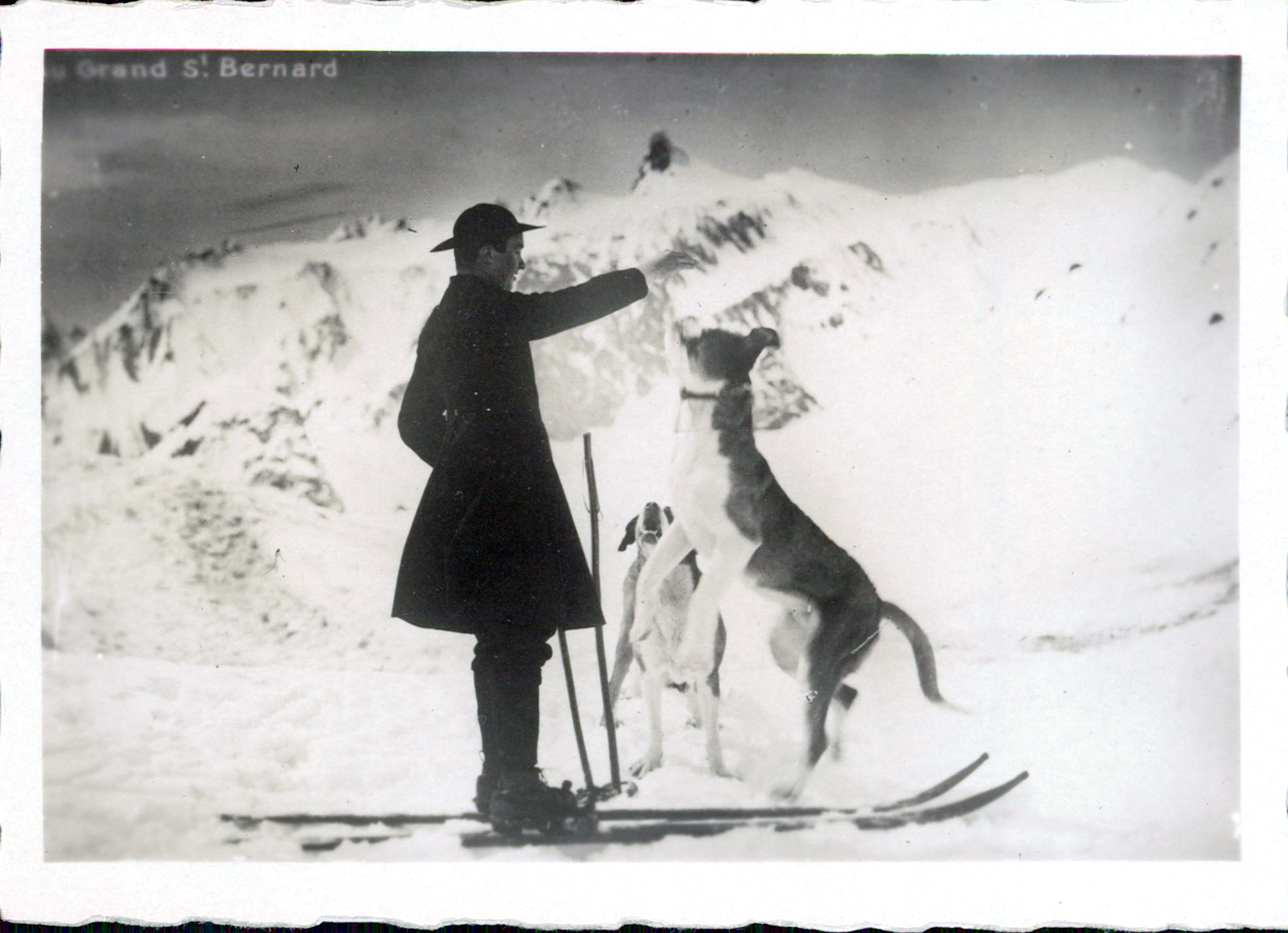
Aufnahme um 1924

Im Verlaufe des 17. Jahrhunderts werden erstmals die Bernhardinerhunde erwähnt, die dem Hospiz weithin Bekanntheit verliehen haben. Es wird vermutet, dass die ersten Hunde als Spende für geleistete Dienste an die Chorherren übergeben wurden. 1695 erscheinen die Hunde erstmals auf einem Gemälde, 1708 schreibt Prior Ballalu eine etwas aussergewöhnliche Notiz zum Einsatz der Hunde: «Im Jahre 1700 konstruierte der Chorherr Camos ein Grosses Rad, in das man einen Hund sperrt, um den Bratspiess zu drehen…». Weitere Aufgaben umfassen das Tragen und Ziehen von Lasten am Pass sowie erstmals das Suchen und Bergen von vermissten und verschütteten Personen. Ihr grosser Körperbau gibt ihnen auch in tiefem Schnee die nötige Bewegungsfreiheit. Die Zahl der Todesopfer am Pass geht markant zurück.
Von den Wirren der Helvetik wurde das Hospiz weitgehend verschont. Napoleon Bonaparte überschritt jedoch im Mai des Jahres 1800 mit 46'000 Mann den Pass. Den erschöpften Soldaten wurde die übliche Gastfreundschaft entgegengebracht. Das Ereignis war zentral für die spätere Bekanntheit der Bernhardinerhunde, waren doch Napoleon und seine Offiziere von den Leistungen dieser Vierbeiner ausgesprochen angetan, so dass sich bald der Adel von Nah und Weit solche Hunde hielt. Barry I. vom Grossen St. Bernhard war in diesem Frühling gerade ein Welpe, den General Berthier gerne mitnehmen wollte. Der Hundepfleger Julius Genoud lehnte ab, weil er bereits in dem jungen Welpen die ausgezeichnete Eignung als Suchhund entdeckt hatte. In seinem Leben soll Barry über vierzig Menschen das Leben gerettet haben, nur seinem eigenen Pfleger konnte er nicht mehr helfen, als dieser selbst in eine Lawine geraten war.
2005 verkauften die Chorherren die Bernhardinerzucht an die Fondation Barry, da sich die Chorherren je länger, je mehr ausserstande sahen, gleichzeitig die Aufgaben einer tiergerechten Zucht und ihrer Gastfreundschaft zu übernehmen. Die Zuchtstation für die Hunde befindet sich seither im Musée et Chiens du Saint-Bernard in Martigny, gemäss der Stiftungsurkunde befinden sich jedoch den ganzen Sommer über etwa die Hälfte der Tiere als Touristenattraktion auf dem Pass. Neben den lebendigen Hunden sind dort natürlich auch Souvenirs von den berühmten Hunden allgegenwärtig.

## Persönlichkeiten
- Ohne je dort gewesen zu sein, verfasste die – mit der Schweiz durch ihren einjährigen Aufenthalt in Schloss Eppishausen verbundene – Dichterin Annette von Droste-Hülshoff ihr 1838 erstmals veröffentlichtes dramatisches Versepos Das Hospiz auf dem großen Sankt Bernhard
- Der heilige Louis Martin (1823–1894) wollte als junger Mann im Hospiz als Chorherr eintreten, wurde jedoch wegen seiner mangelnden Lateinkenntnisse abgewiesen.
- Im Oktober 1878 übernachteten das preussische Kronprinzenpaar Friedrich III. und Victoria von Grossbritannien und Irland mit ihrer Tochter Viktoria von Preussen bei einem Ausflug zu Fuss im Hospiz.[4]
- François-Nestor Adam (1903–1990), 1952 bis 1977 Bischof von Sitten, war hier Novize (ab 1927), Dozent für Theologie und Philosophie und dazu Novizenmeister (1928–1932) sowie Propst (1939–1952).
- Maurice Tornay legte 1935 im Hospiz auf dem Grossen St. Bernhard die Profess als Augustinerchorherr ab.
- Generalpropst der Kongregation ist seit 2014 Propst Jean-Michel Girard, den der Primatialrat der Konföderation der Augustiner-Chorherren am 11. Oktober 2016 in Assisi zum Abtprimas gewählt hat.